# 加布里埃爾·阿普林
加布里埃爾·阿普林（英語：Gabrielle Ann Aplin，1992年10月10日—) ，又譯蓋艾琳，英國創作歌手。阿普林在YouTube上的翻唱影片引起大眾的關注。
2012年2月，阿普林和Parlophone簽約然後開始錄製出道專輯。她為了John Lewis的電視廣告重新灌唱Frankie Goes to Hollywood的《The Power of Love》使更多人注意，這首歌也佔據2012年11月的英國單曲榜單第一名。她的出道專輯《英雨》（English Rain）在2013年五月正式發行。《英雨》一發行即登上英國專輯榜第2名，其中收錄了 〈Please Don't Say You Love Me〉、〈Panic Cord〉、〈Home〉 和〈Salvation〉。《英雨》在英國得了金唱片認證，賣了超過100，000張。
阿普林的第2張專輯《照亮黑暗》（Light Up The Dark）收錄了單曲〈Light Up The Dark〉和〈Sweet Nothing〉，並於2015年9月18日發行。

## 經歷

### 早期生涯(1992–2010)
阿普林在威爾特郡薩頓本傑的小村莊（在奇彭纳姆附近）出生和長大。為家中長女（兩個小孩），當她11歲時她的父母為她買第一把吉他。阿普林自小在她爸媽收集的瓊尼·米歇爾與布魯斯·斯普林斯廷的音樂中長大。她是也創作歌手巴布·狄倫、里奥纳德·科恩和搖滾樂團國民樂團的粉絲。
阿普林在英國巴斯城市學院學音樂，並加入了學院的院內唱片公司--BA1 Records。阿普林第一張發行的作品是收錄了五首歌的《Acoustic EP》，她在2010年9月13日獨立發行個人品牌Never Fade唱片，並登上英國iTunes專輯榜第25名。

### 《Never Fade》、《Home》 (2011–2012)
阿普林第二張 EP《Never Fade》在2011年5月9日發行，她的聲音更加成熟，專輯中不僅加入民俗搖滾甚至所有的樂器皆自己一手包辦。在2011年4月， 阿普林被邀請至BBC Introducing的麥達維爾錄音棚（英國的電台廣播公司）演奏三首《Never Fade》中的歌曲和翻唱酷玩樂團的《Fix You》，目前這段影片是 BBC Introducing在YouTube頻道上最多人觀看的影片。
阿普林在2012年1月9日以（個人品牌）Never Fade唱片發行了她的第三張EP《Home》，她表示這張EP收錄著她以前從沒寫過這麼貼近她生活的歌曲。主打歌〈Home〉進入iTunes商店每周單曲精選中，而這首歌也是阿普林第一首在BBC廣播一台播放的歌。

### 《English Rain》（2012–2014）
在2012年2月29日阿普林宣布她和Parlophone唱片簽約，她的第一張正式單曲《Please Don't Say You Love Me》將在2013年2月10日發行。
同年底， 阿普林確定要幫John Lewis 2012年的聖誕節電視廣告做配樂，她翻唱了Frankie Goes to Hollywood的《The Power of Love》。在一次採訪中，她說:「我很擔心人們可能會討厭我，因為他們非常喜歡原唱。但從我接觸到Frankie Goes to Hollywood，他對於我翻唱他的歌曲說了一些很可愛的事情。」
在2012年12月12日，阿普林宣布她的首張正式出道專輯叫做《English Rain》，首張正式專輯後來確定於在2013年5月13日發行。《English Rain》一發行即空降英國專輯排行榜第2名，銷出35，000張。同時這張專輯也登上愛爾蘭第11名、澳大利亞第10名還有紐西蘭第39名。《English Rain》得到國際性的成功也給阿普林澳大利亞雙冠軍的殊榮。
2013年， 阿普林宣布她成立於2010年的(個人品牌)Never Fade唱片第一個簽約的歌手是 威爾斯的民謠爵士歌手Hannah Grace，Aplin很早就支援著Hannah Grace的巡演， 還有獨立民謠歌手Saint Raymondand也是。 Never Fade唱片第一個發行的作品是於2012年1月 阿普林的Home EP， 接下來是於2013年4月22日Saint Raymond的 Escapade EP。後來Saint Raymond從Never Fade唱片轉向大西洋唱片旗下的Asylum簽約。
在2014年， 阿普林在美國發行English Rain EP。這張EP在5月6日發行並收錄5首出自於她出道專輯的歌，以及翻唱加拿大歌手瓊尼·米歇爾的《A Case of You》。

### 《Light Up the Dark》 (2015–現今)
在2015年5月，阿普林宣布他的第二張錄音室專輯名為《Light Up the Dark》，已釋出MV的同名主打歌〈Light Up the Dark〉也收錄其中。第二波主打歌〈Sweet Nothing〉也在2015年8月6日釋出。
阿普林登上《時尚雜誌》與GQ的雜誌。2015年9月，她透露她和Select modelling agency（英國模特兒經紀公司）簽約。她在一則訪問中說道:「這不代表我想要做模特兒之類的工作，他們只有簽我來呈現我，還有我的音樂。」在2015年9月22日，阿普林出現於BBC廣播一台的 Innuendo Bingo。

## 音樂作品

### 錄音室專輯
- 2013年《English Rain》
- 2015年《Light Up The Dark 》

### EP
- 2010年《Acoustic》
- 2011年《Never Fade》
- 2012年《Home》
- 2014年《English Rain》
- 2016年《Miss You》
- 2017年《Avalon》

## 外部連結
- Gabrielle Aplin 官方網站（页面存档备份，存于）
- 加布里埃爾·阿普林的Facebook專頁 （英文）
- YouTube上的加布里埃爾·阿普林頻道 （英文）